# Colpo su colpo
Colpo su colpo (The Naked Runner) è un film del 1967 con Frank Sinatra, Nadia Gray, Edward Fox e Peter Vaughan.